# قلعة العريش

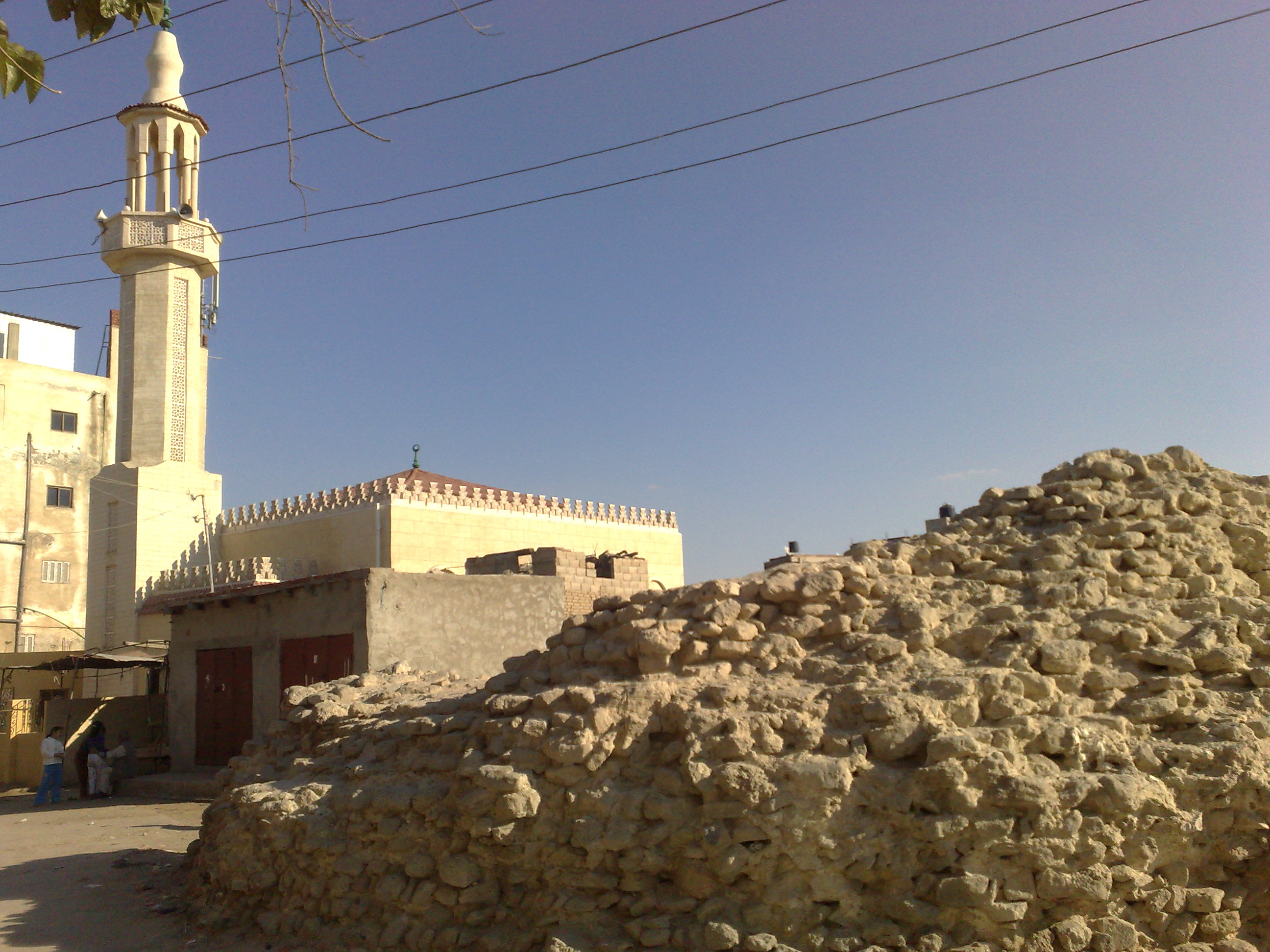
يقايا قلعة العريش وفي الخلفية الجامع العباسي

قلعة العريش هي قلعة تاريخية أنشأها السلطان سليمان خان الأول المعروف بالسلطان سليمان القانوني عام 968 هجرية الموافق 1560 ميلادية وجلب لها حامية من البوشناق «البوسنة والهرسك حالياً» وإلى هذه الحامية ترجع أنساب معظم عائلات مدينة العريش . لعدة قرون ظلت قلعة العريش مركزا أساسياً لإدارة سيناء التي كانت محافظة واحدة قبل أن تصبح محافظتين بعد عودة العريش إلى التراب المصري بعد 1979 , أما حامية القلعة فثمة رواية لا أساس لها بأن محمد على هو من سرحها.

## مكان القلعة
تقع قلعة العريش جنوب المدينة على بعد حوالي ثلاثة كيلومترات من ساحل البحر في النقطة الأكثر علواً في المدينة، أكثر الأحياء قرباً لها هو حي الفواخرية وحي الشوربجي وحديثاً حي الصفا.

## وصف القلعة

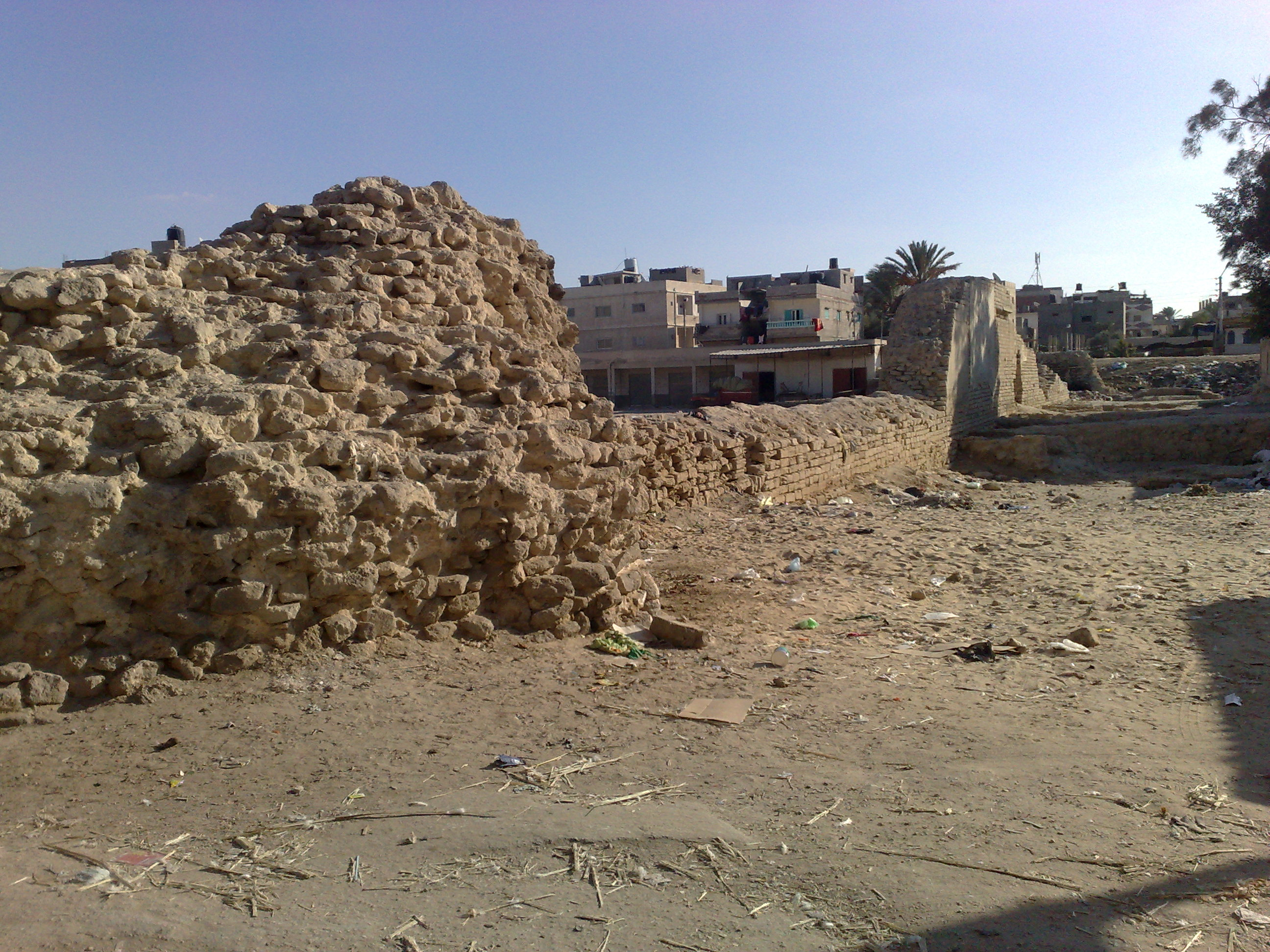
بقايا قلعة العريش

للأسف الشديد يتعذر الحصول على وصف تفصيلي حالي للقلعة لاختفاء معظمها لكن نعوم بك شقير وصفها وصفاً تفصيليا في كتابه " تاريخ سينا وجغرافيتها حيث جاء في صفحة 161 و 162 و 163 ما يلي:
وأشهر ما فيها قلعتها. وهي سور مربع تقريباً ارتفاعه نحو 8 أمتار. وطول كل من ضلعية الشرقية والغربية نحو 75 متراً. وطول كل من ضلعيه الشمالية والجنوبية نحو 85 متراً. وفي أعلى السور عدة مزاغل لضرب النار. وفي كل من أركانه الأربعة برج. وعلى كل برج مدفع من مدافع « كروب ». وفي أسفل كل برج مخزن لخزن القنابل والجبخانة. وبناء القلعة بالحجر الرملي الصلب. وكان يحيط بها قديما خندق متسع ردم الآن ولم يبق إلا أثره.
والقلعة قائمة على تلة مرتفعة جنوبي البلدة تشرف عليها وقد سفت الرياح الرمال من الجنوب وأقامتها كثباناً أعلى من القلعة وهي قريبة جدّ من البلدة حتى أن بابها يفتح على سوق البلدة. وهو باب عظيم بقنطرة مصفح بالحديد الصلب علوه نحو خمسة أمتار وعرضة ثلاثة أمتار ونصف متر.
وإلى جانبي الباب من داخل السور ثلاثة غرف: غرفة إلى يمين الداخل وفيها بوليس القلعة. وغرفتان إلى شماله وفيهما خزنة المحافظة ودفاترها القديمة. وفي صحن القلعة بناء واسع بطبقتين الطبقة العليا منزل للناظر ومفتش المحافظة والطبقة السفلى ديوان لكتاب المحافظة. وإلى الجانب الشرقي من السور مكتب الناظر والمحكمة الجزئية ومكتب التلغراف والبريد وإلى الجانب الجنوبي منازل للبوليس ومصلى عرف بالمصلى العباسي لأنه أنشئ عند تشريف الخديوي الحالي للعريش سنة 1898م. وبين بناء الوسط وبناء الجنوب حديقة صغيرة غرس بها بعض الأشجار الظليلة. وبينها وبين بناء الشرق بئر مطوية بالحجر عمقها ثمانٍ وثمانون قدماً وقطرها أربعة أقدام وماؤها مسوس يميل إلى الملوحة ويستعمل للغسل وإرواء الحديقة.
وكان في صحن القلعة حوض أثري من الغرانيت الأحمر له قاعدة هرمية الشكل طولهُ متر وسبعة سنتيمترات وعرضهُ 80 سنتيمتراً وارتفاعه 60 سنتيمتراً وقد نقش على جدرانه الأربعة كتابة بالهيروغليفية موضوعها الإله «شو» قيل أن هذا الحجر نقل إلى القلعة في عصر مجهول ولسبب مجهول من مدينة جوشن القديمة المعروفة الآن بصفط الحنة قرب الزقازيق فبقى في العريش إلى أن نقلته إلى أن نقلته مصلحة الآثار إلى متحفها بمصر القاهرة سنة 1907 م.
وفوق باب القلعة ستة حجارة تاريخية من الرخام جعلت بعضها فوق بعض في خط عمودي. وهذه صور ما نقش فيها مبتدأ من الأعلى:
الحجر الأول: «وما النصر إلا من عند الله»
الحجر الثاني: الطغراء السلطانية وفيها اسم «السلطان سليم سليمان». وتحت الظغراء «حرره سيد محمد أسعد. خليفة تاريخي سنة 1214» اه سنة 1799م
الحجر الثالث والرابع والخامس ثلاثة أبيات شعر بالتركية على كل حجر بيت وهي:
كلنجه جار بارك همتيلة فتحته حصنك.................. ملكار جمله امداد ايتديار بوفتح غرّايه
وزير أعظمي يوسف ضيا باشا ديدي تاريخ........... بجوهر مصراع ثاني سردار طاق والاية
زهي صاحبقران سلطان سليم خان ثالث غازي.. عريشك فتحي ايله آصدي سيفن عرش اعلايه
في سنة أربعة عشر ومايتين وألف " اه.
وترجمتها حرفياً " لما أتى بعون الله السلطان لفتح الحصن أمدته الملائكة كلها في هذا الفتح الأغر. قال وزيره الأعظم يوسف ضيا باشا تاريخاً في الحروف الحالية من المصراع الثاني الذي نقش في طاق الحصن الأعلى. حبذا الفاتح السلطان سليم خان الثالث الغازي فانه بفتحه العريش قد علق سيفه في العرش الأعلى سنة 1214 ه 1799 م.
الحجر السادس: " أمر بإنشاء هذه القلعة مولانا السلطان سليمان بن السلطان سليم بن السلطان بازيد بن السلطان عثمان خار الله ملكه وقدس شوكته وأعز دولته بمحمد وآله وسلم تاريخه في المصراع الأخير.
في عصر بادشاهمز مرحباً بالعاكفين
وأبشروا تاريخه «فيه أمن الخائفين» سنة 968 ه اه سنة 1560 م

## الوضع الحالي

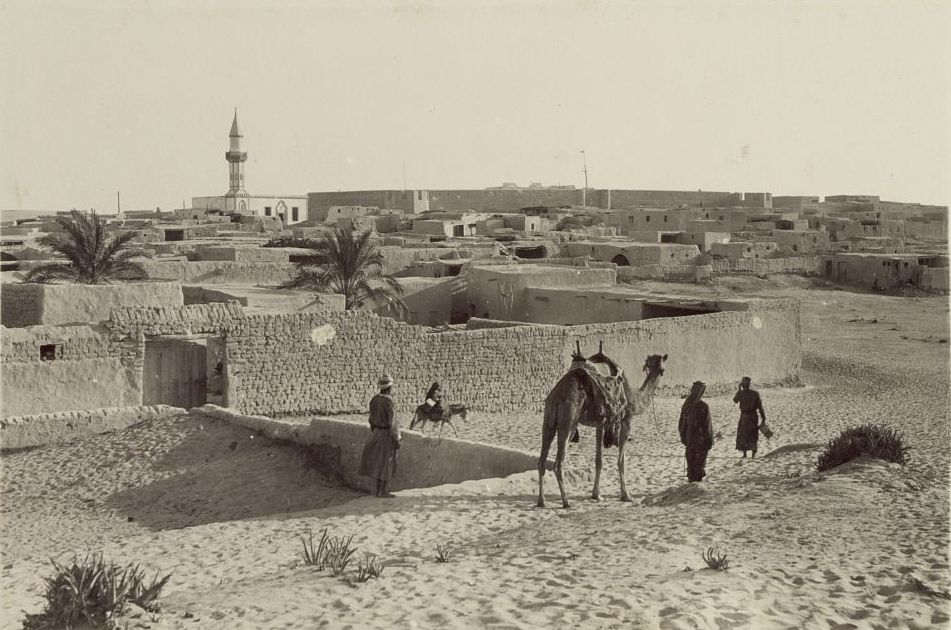
منظر عام للعريش، ١٩١٦

للأسف الشديد لم يبق من القلعة إلا أجزاء من السور الخارجي يحيط بها تجمع لمحلات الحدادين والنجارين وبعض الحوانيت القديمة التي تشير إلى ماضي القلعة والمدينة، بالإضافة إلى مواضع حول مكان القلعة القديم يقام بها سوق شعبي يقام كل خميس، أما الجامع العباسي الذي كان جزءاً من القلعة فباق على حاله وتم تجديدة أكثر من مرة، وفي هذا الصدد يشار إلى أن وزارة الآثار المصرية أرسلت منذ عدة سنوات بعثة أثرية للتنقيب في موقع القلعة وقامت بعمل حفريات لكن أعمالها توقفت وردم معظمها نتيجة الأوضاع الأمنية الحالية في سيناء. وفي بداية العشرينات كانت القلعة ما تزال موجودة بدليل الوصف الوافي الذي وصفه نعوم شقير لها وضمنه صورة فوتوغرافية لبابها، وهذا ما يدحض الرواية المتداولة عن تدمير محمد على لها وتسريح حاميتها وإن كان العكس هو الصحيح فعلى يديه تمت عمارتها وعمل محافظة تدار من خلالها. أما ما حدث فهو أن الملك فؤاد أراد عمل استراحة له في المدينة واختار موقعاً لها بجوار مستشفى العريش وبدلاً من جلب الحجارة من الجبل تم تفكيك حجارة القلعة وبناء الاستراحة بحجارتها وما بقي من حجارتها تم بناء مستشفى العريش القديمة به.